# کیک قهوه و گردو
کیک قهوه و گردو (انگلیسی: Coffee and walnut cake) یک نوع کیک اسفنجی است که با قهوه (معمولاً قهوه فوری) و تکه‌های گردو تهیه می‌شود. کیک معمولاً با کرم کره پر می‌شود و با کره و گردو تزئین می‌شود.
کیک قهوه و گردو در بیشتر سوپرمارکت‌ها در بریتانیا موجود است.

## تاریخچه
در سال ۱۹۳۴، مک دوگال دستور پختی را منتشر کرد و ادعا کرد این دستور جدید و مختص به خودش است.

## مواد لازم
این کیک بر پایه کیک اسفنجی با طعم قهوه و گردو است. با خامه فرم گرفته درست می‌شود. طعم قهوه معمولاً از قهوه فوری یا اسپرسو می‌آید.